# Stallingsia
Stallingsia is een geslacht van vlinders van de familie dikkopjes (Hesperiidae), uit de onderfamilie Hesperiinae.

## Soorten
- S. jacki Stallings, Turner & Stallings, 1963
- S. maculosus (Freeman, 1955)
- S. smithi (Druce, 1896)